# ミナスジェライス電力

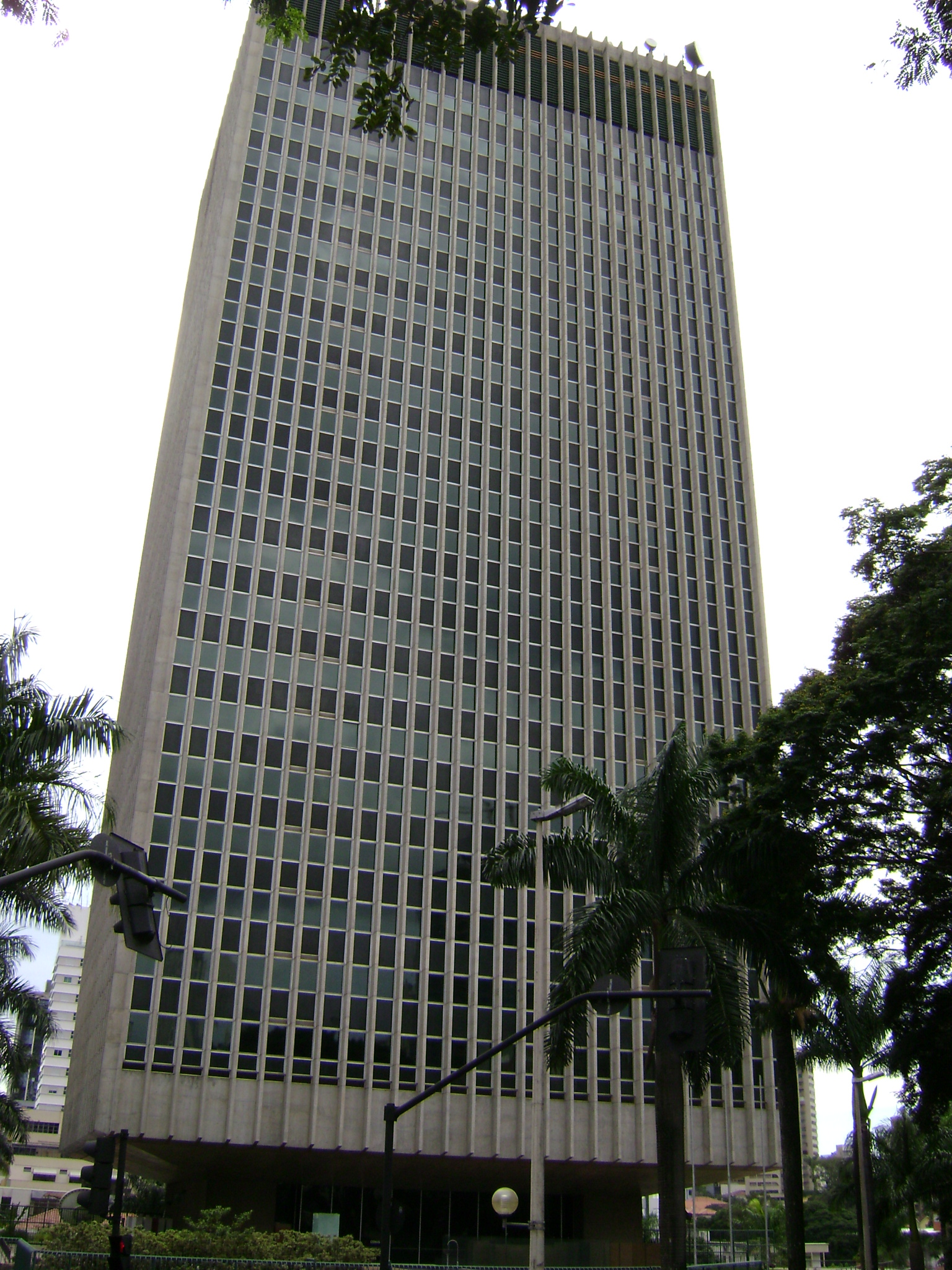
ベロオリゾンテのCEMIG本社

ミナスジェライス電力（ミナスジェライスでんりょく、葡: Companhia Energetica de Minas Gerais S.A.、略称CEMIG）は、ブラジル・ミナスジェライス州の州都であるベロオリゾンテに本社を置く電力会社である。ブラジル最大の電力会社であり、ブラジル国民の12%に電力を供給している。
現在では、CEMIGはブラジル15の州とチリに電力を供給している。64の発電所を保有しており、その大部分が水力発電である。発電容量は、6,000メガワットである。加えて、火力発電、風力発電も行っている。
CEMIGは子会社を通じて、ケーブルテレビ、インターネット、通信事業を展開しており、CEMIGが保有する電線網を利用している。CEMIGの送電網は40万キロメートルに及び、南アメリカでは最大である。この巨大な送電網によって、ミナスジェライス州774の地方自治体、約1800万人に対しての電力が供給可能となっている。
加えて子会社のガスミグはミナスジェライス州の天然ガスの供給を行っている。
資本関係は過半数をミナスジェライス州が保有しており、サンパウロ証券取引所のみならず、ニューヨーク証券取引所とマドリード証券取引所にも上場している。